# Баланюк Юрій Вікторович
Баланюк Юрій Вікторович — голова Національного агентства кваліфікацій, громадський діяч, науковець. Національний координатор від України з питань "Європейського Року навичок” (European Year of Skills). Президент Ротарі клуб "Київ-Сіті" / Rotary Club Kyiv-City.

## Освіта
- Національний університет «Львівська політехніка», 2007 р., магістр в галузі електроніки та телекомунікацій, спеціальність «Радіотехніка»
- Львівський національний університет імені Івана Франка, 2010., спеціалізація – адвокатура, спеціальність – правознавство
- Національний університет «Львівська політехніка», 2016 р., магістр, за спеціальністю «управління фінансово-економічною безпекою»
- У 2017 році захистив дисертацію на здобуття наукового ступеня кандидата технічних наук, із спеціальності 05.12.17 — радіотехнічні та телевізійні системи. Тема: «Методи удосконалення телевізійного сканувального мікроскопа з освітленням досліджуваних мікрооб'єктів в ультрафіолетовому діапазоні».
- Протягом 2019-2020 років брав участь у експертному семінарі та технологічному заході «Qualification and Vocational Training in the Energy Efficiency (EE) Sector».
- Із 2018 року почав поглиблено вивчати сферу інтелектуальної власності. Завершив курс інтенсивного навчання за програмою ВОІВ «WIPO-UKRAINE SUMMER SCHOOL ON INTELLECTUAL PROPERTY». У 2023 році після 3-х років навчання став сертифікованим тренером Національного навчального центру інтелектуальної власності та отримав можливість проводити тренінги щодо ІВ.

## Професійний шлях
- Починаючи з 2007 по 2011 рік Юрій Баланюк був засновником ряду компаній та працював на керівних посадах в приватних організаціях.[джерело?]
- З 2011-2014 рік був асистентом кафедри радіоелектронних пристроїв та систем, Національний університет «Львівська політехніка».[джерело?]
- Починаючи з 2014 року працював у Національному банку України в управлінні організації забезпечення охорони державної таємниці Департаменту банківської безпеки. З 2015 по 2017 рік був головним спеціалістом відділу режимно-секретної роботи НБУ.[джерело?]
- З 2018 по 2019 рік працював заступником директора державної організації «Національний офіс інтелектуальної власності».[джерело?]
- З  2019 року  Юрій Баланюк Голова[1] Національного агентства кваліфікацій. Під його керівництвом організовано і проведено 4 Міжнародні форуми у 2020-2023 роках.
- З березня - вересень 2022 року призвався (доброволець) до лав Збройних Сил України. Має звання лейтенанта та нагрудний знак «Ветеран війни»
- Нагороджений, як голова Національного агентства кваліфікацій, почесною грамотою Верховної Ради за особливі заслуги перед Українським народом.
- Нагороджений почесною грамотою Кабінетом міністрів України за вагомі особисті досягнення у професійній діяльності та багаторічну сумлінну працю.

У 2023 році  Національним координатором Європейського року навичок від України визначено Юрія Баланюка. Європейський рік навичок розпочався 9 травня 2023 року й покликаний надати новий імпульс навчанню протягом життя, підтримувати інновації та конкурентоспроможність, розширювати можливості людей і компаній робити свій внесок у «зелену» економіку та цифровізацію.

## Сім'я
Одружений. Виховує трьох синів.

## Наукові винаходи (патенти)
- Пат. 75989 Україна, МПК G06F 3/153, H04N 5/00. Телевізійний сканувальний оптичний мікроскоп / Шклярський В. І., Матієшин Ю. М., Баланюк Ю. В., Василюк В. Я.; заявник та власник патенту Національний університет “Львівська політехніка”. – № u201205135 ; заявл. 25.04.2012 ; опубл. 25.12.2012, Бюл. № 24.
- Пат. 75990 Україна, МПК G06F 3/153, H04N 5/00. Телевізійний сканувальний оптичний мікроскоп / Матієшин Ю. М., Шклярський В. І., Баланюк Ю. В., Василюк В. Я.; заявник та власник патенту Національний університет “Львівська політехніка”. – № u201205137 ; заявл. 25.04.2012 ; опубл. 25.12.2012, Бюл. № 24.
- Пат. 103133 Україна, МПК G06F 3/153, H04N 5/00. Сканувальний телевізійний оптичний мікроскоп / Баланюк Ю. В., Матієшин Ю. М., Педан А. Д., Шклярський В. І.; заявник та власник патенту Національний університет “Львівська політехніка”. – № u201503699 ; заявл. 20.04.2015 ; опубл. 10.12.2015, Бюл. № 23.
- Пат. 103134 Україна, МПК G06F 3/153, H04N 5/00. Сканувальний телевізійний оптичний мікроскоп / Баланюк Ю. В., Гудзь Б. В., Шклярський В. І.; заявник та власник патенту Національний університет “Львівська політехніка”. – № u201503700 ; заявл. 20.04.2015 ; опубл. 10.12.2015, Бюл. № 23.

## Наукові і методичні праці до захисту дисертації
1. Баланюк Ю. Сканувальний телевізійний оптичний ультрафіолетовий мікроскоп для дослідження біологічних мікрооб’єктів / Юрій Баланюк, Анатолій Педан, Володимир Шклярський // Вісник НУ “Львівська політехніка” – Радіоелектроніка та телекомунікації. – 2009. – № 645. – С. 243-252. – (Google Scholar).
2. Баланюк Ю. Особливості визначення прискорення руху різних динамічних мікрооб’єктів телевізійним сканувальним оптичним мікроскопом / Юрій Баланюк, Юрій Матієшин, Володимир Василюк // Вісник НУ “Львівська політехніка” – Радіоелектроніка та телекомунікації. – 2012. – № 738. – С. 245-253. – (Google Scholar).
3. Balanyuk Y. Scanning television optical microscope for diagnostics of microobjects in medicine / Y. Balanyuk, Y. Matiieshyn, I. Prudyus, V. Shkliarskyi, A. Pedan, V. Vasylyuk // Diagnostyka (Діагностика). – 2013. – Vol. 14, № 3. – P. 41-44. – (Scopus, Google Scholar).
4. Баланюк Ю. Точність визначення параметрів двох динамічних мікрооб’єктів за допомогою телевізійного сканувального оптичного мікроскопа / Юрій Баланюк, Юрій Матієшин, Володимир Шклярський, Борис Гудзь // Вісник НУ “Львівська політехніка” – Радіоелектроніка та телекомунікації. – 2013. – № 766. – С. 58-64. – (Google Scholar).
5. Баланюк Ю. Забезпечення стійкості перетворювачів напруга-струм з комплексним навантаженням / Юрій Баланюк, Володимир Василюк, Володимир Шклярський // Вісник НУ “Львівська політехніка” – Радіоелектроніка та телекомунікації. – 2014. – № 796. – С. 43-48. – (Index Copernicus, Google Scholar).
6. Balanyuk Y. Interactive Operation of Scanning Television Optical Microscope / Y. Balanyuk, V. Shkliarskyi, V. Vasylyuk, B. Hudz // Computational Problems of Electrical Engineering – Lviv Polytechnic National University. – 2014. – Vol. 4, № 2. – P. 69-76. – (Перелік наукових фахових видань України, Google Scholar, Ulrich’s Web, Index Copernicus).
7. Balanyuk Y. Error analysis of current formated by precision voltage-current converter loaded by inductance / Y. Balanyuk, V. Vasylyuk, V. Shkliarskyi // Measurement Automation Monitoring (MAM). – 2015. – Vol. 61, № 8. – P. 403-405. (IEE Inspec, Ulrich’s Web, Index Copernicus, Google Scholar, BazTech, Arianta, Lista czasopism punktowanych przez Ministerstwo Nauki i Szkolnictwa Wyższego).
8. Баланюк Ю. Розширення функціональних можливостей телевізійного сканувального оптичного мікроскопа при дослідженні мікрооб’єктів / Юрій Баланюк, Володимир Шклярський, Юрій Матієшин, Роман Янкевич // Вісник НУ “Львівська політехніка” – Радіоелектроніка та телекомунікації. – 2016. – № 849. – С. 91 – 98 – (Index Copernicus, Google Scholar).

## Наукові та публіцистичні статті
1. Баланюк, Ю. (2020). В Україні почнуть визнавати самоосвіту. Українська правда.
2. Баланюк, Ю. (2020).Україна інтегрується до європейської системи кваліфікацій. Українська правда
3. Баланюк, Ю. (2020). Гармонізація Національної та Європейської систем кваліфікацій наблизить вступ України до ЄС. Українська правда
4. Баланюк, Ю. (2021). Тенденції ринку праці 2021. Українська правда
5. Баланюк, Ю. (2021). Самоосвіта в Україні і її визнання державою. Українська правда
6. Баланюк, Ю. (2021). НРК: код до залучення висококласних фахівців і інвестицій та «щеплення» від безробіття. ЛІГА
7. Баланюк, Ю. (2022). Ми бачимо систему кваліфікацій комплексно, розуміємо і змінюємо її. ЛІГА
8. Баланюк, Ю. (2022). Супергерої Національної системи кваліфікацій. ЛІГА
9. Баланюк, Ю. (2022). Позбутися «радянщини» у сфері кваліфікацій. Чи не час натиснути на акселератор змін? ЛІГА
10. Баланюк, Ю. (2022). Мікрокваліфікація. Виклик, тренд чи панацея? ЛІГА
11. Баланюк, Ю. (2022). War skills. Як війна змінила кваліфікації українців. НВ Бізнес
12. Баланюк, Ю. (2020). Революція перекваліфікацій. Навіщо інвестувати в навчання. НВ Бізнес
13. Баланюк, Ю. (2022). Мікрокваліфікації і самоосвіта – must have ринку праці та біль класичної освіти. Українська правда
14. Семигіна, Т. В., Баланюк, Ю. В. (2020). Розвиток в Україні механізмів державного регулювання системи професійних кваліфікацій. The system of public administration in the context of decentralization of power (рр.129-146). Riga : Izdevnieciba «Baltija Publishing»
15. Семигіна, Т., Баланюк, Ю. (2021). Формування політики щодо професійнихкваліфікацій у  контексті глобальної освітньої та трудової мобільності. Модернізація публічного управління в умовах глобальних змін світового простору (с. 109-136). Львів-Торунь: Ліга-Прес
16. Семигіна, Т., Баланюк, Ю., Семенець-Орлова І. (2022). Політика Європейського Союзу щодо взаємного визнання професійних кваліфікацій. Наукові праці МАУП. Політичні науки та публічне управління
17. Balanyuk, Y., Semigina, T. (2020). Launching of National Qualification Agency in Ukraine. Impatto dell'innovazione sulla scienza: aspetti fondamentalie applicati (1, pp. 48–49). Verona: Piattaforma Scientifica Europea.
18. Balanyuk, Y., Semigina, T., & Fedyuk, V. (2023). Bridging the qualification gaps: setting up qualification centres in Ukraine // Economy and Society, 51
19. Баланюк, Ю., Семигіна, Т. & Моркляник, Б. (2023). Європейський рік навичок: стратегічні пріоритети //Розвиток наук в умовах нової реальності: проблеми та перспективи: мат. II Міжнар. наук. конф.(с. 51-53). Вінниця: Укрлогос Груп.
20. Balanyuk, Y. & Semigina, T. (2023). Boosting occupational standard elaboration in the context of economic reforms // Реформування економіки в контексті міжнародного співробітництва: механізми та стратегії: М-ли Міжнар. наук.-практ. конф.(с. 118-122). Львів-Торунь : Liha-Pres.
21. Semigina, T. & Balanyuk, Y. (2023). Ukraine’s qualification centers takeoff within the Eurointegration context //The process and dynamics of the scientific path: Proceedings of the IV International Scientific and Theoretical Conference (pp. 34-36). Athens: European Scientific Platform
22. Як актуальні кваліфікації впливають на інвестора та ринок праці. Навіщо бізнесу розробляти професійні стандарти та який вони мають стосунок до інвестицій і заробітної плати?